# Comodon
Comodon is een geslacht van uitgestorven zoogdieren van de Morrison-formatie uit het Laat-Jura van Wyoming. Fossielen van dit taxon zijn aanwezig in de stratigrafische zone 5.

## Naamgeving
Comodon heette oorspronkelijk Phascolodon, een naam gegeven door George Gaylord Simpson (1925) aan USNM 2703, een onderkaak uit Quarry 9 in Como Bluff, Wyoming. De naam Phascolodon was echter al in gebruik voor een in 1859 beschreven ciliofoor en de vervangende naam Comodon ('tand van Como Bluff') werd benoemd door Kretzoi & Kretzoi in 2000. Ondertussen bedachten Cifelli & Dykes in 2001 de vervangende naam Phascolotheridium voor Phascolodon, niet op de hoogte van het artikel van Kretzoi en Kretzoi. Dat is dus een jonger synoniem. De soortaanduiding eert James Williams Gidley.